# 남도버스
남도버스(南道―)는 대구광역시의 시내버스 운송 업체이며 본사는 대구광역시 달서구 한실로 10 (대곡동)에 있다.

## 개요
- 1979년 12월 20일에 시내버스 운송면허를 취득[1]하여 서구 용산동에서 남도버스자동차 주식회사로 설립했으며, 용산동의 달서구 편입 후 용산지구의 개발에 따라 1994년에 달서구 대곡동으로 차고지를 이전했다.
- 대곡지구 종점을 운영하는 회사이며 2001년에는 차고지에 천연가스 충전소가 설치[2]되어 월배·화원·논공·고령 방면으로 운행하는 버스들이 충전을 위해 많이 이용하고 있다.
- 대곡지구 차고지는 2006년에 대구광역시청이 부지를 매입하여 공영 차고지로 전환했다.
- 2022년 11월에 회사 최후의 뉴 슈퍼에어로시티 2010년식 예비차량이 대차되었다.

## 차고지
- 대구광역시 달서구 한실로 10 (대곡동 411)

## 보유 차량
- 현대 뉴 슈퍼 에어로시티
- 현대 저상 뉴 슈퍼 에어로시티
- 현대 저상 하이브리드 블루시티

## 노선
| 노선번호 | 운행경로 기점 ↔ 중간경유지 ↔ 종점 | 운행경로 기점 ↔ 중간경유지 ↔ 종점 | 운행경로 기점 ↔ 중간경유지 ↔ 종점 | 운행대수                   | 비고                                       |
| -------- | --------------------------------- | --------------------------------- | --------------------------------- | -------------------------- | ------------------------------------------ |
| 650번    | 고령군 다산면 상곡리              | 중구 덕산동 반월당역              | 동구 신암3동 동대구역 2번출구     | 7 (저상 3)                 | 경북교통, 해피투게더세한여객 공배          |
| 653번    | 달성군 화원읍 설화리              | 중구 대신동 서문시장              | 북구 검단동 성보교통              | 6 (저상 3)                 | 성보교통, 해피투게더세한여객 공배          |
| 706번    | 북구 관음동 관음동공영차고지      | 중구 덕산동 반월당역              | 달서구 대곡동 대곡동공영차고지    | 16 (저상 5)                | 우주교통 공배 현금 승차 불가 시내버스 노선 |
| 달서2번  | 달서구 대곡동 대곡동공영차고지    | 달서구 두류3동 두류역             | 남구 봉덕동 앞산공원              | 8 (저상 6)                 | 해피투게더세한여객 공배                    |
| 달서5번  | 달서구 대곡동 대곡동공영차고지    | 달서구 죽전동 죽전역              | 달서구 신당동 계명대학교 동문     | 4 전차량 저상버스 (저상 4) | 신흥버스, 세운버스 공배                    |
| 예비     |                                   |                                   |                                   | 2                          | 단독운행                                   |
| 5종      |                                   |                                   |                                   | 43대                       |                                            |